# Operación Ivy
La Operación Ivy fue la octava serie de pruebas nucleares, compuesta por un par de poderosas bombas atómicas detonadas por Estados Unidos a fines de 1952. Las pruebas se llevaron a cabo en el atolón Enewetak, en las islas Marshall.
Fue precedida por la operación Tumbler-Snapper, y fue sucedida por la operación Upshot-Knothole.
Fue una de las operaciones nucleares más polémicas de esa época, tomando en cuenta que se estaba en la Guerra Fría, y las series de pruebas realizadas en años anteriores —a excepción de Trinity— habían sido muy poco conocidas y de poco poder.
Las dos pruebas detonadas en la operación Ivy fueron Ivy Mike, la primera bomba H de la historia, e Ivy King, el dispositivo más grande que haya usado única y exclusivamente el proceso de fisión nuclear.
| Mote de la prueba | Fecha de detonación                | Lugar | Rendimiento                       | Datos de relevancia                        |
| ----------------- | ---------------------------------- | --- | --------------------------------- | ------------------------------------------ |
| Ivy Mike          | 31 de octubre de 1952              | Isla de Elugelab (la explosión termonuclear implicó su vaporización absoluta), atolón Enewetak (Islas Marshall) | 10,4 megatones (10 400 kilotones) | primera bomba de hidrógeno de la Historia. |
| Ivy King          | 16 de noviembre de 1952, 23:30 UTC | Isla Runit, Atolón Enewetak, Islas Marshall                                                                     | 0,500 megatones (500 kilotones)   | Bomba de fisión más grande de la Historia. |

## Ivy Mike
Ivy Mike fue la primera bomba termonuclear. Se hizo detonar en el islote Elugelab, en el atolón Enewetak, el día 31 de octubre de 1952 a las 19:15 del 31 de octubre (hora mundial) o a las 7:15 del 1 de noviembre de 1952 (hora local). La enorme explosión desintegró el islote y el hongo atómico alcanzó la estratósfera.

## Ivy King
Ivy King fue la más grande bomba de fisión de la historia. Se hizo detonar el 16 de noviembre de 1952 a las 11:30 de la mañana (hora local) o a las 23:30 (hora mundial). Su detonación se hizo en el aire, luego de ser lanzada por un bombardero B-36H.